# Tacitus

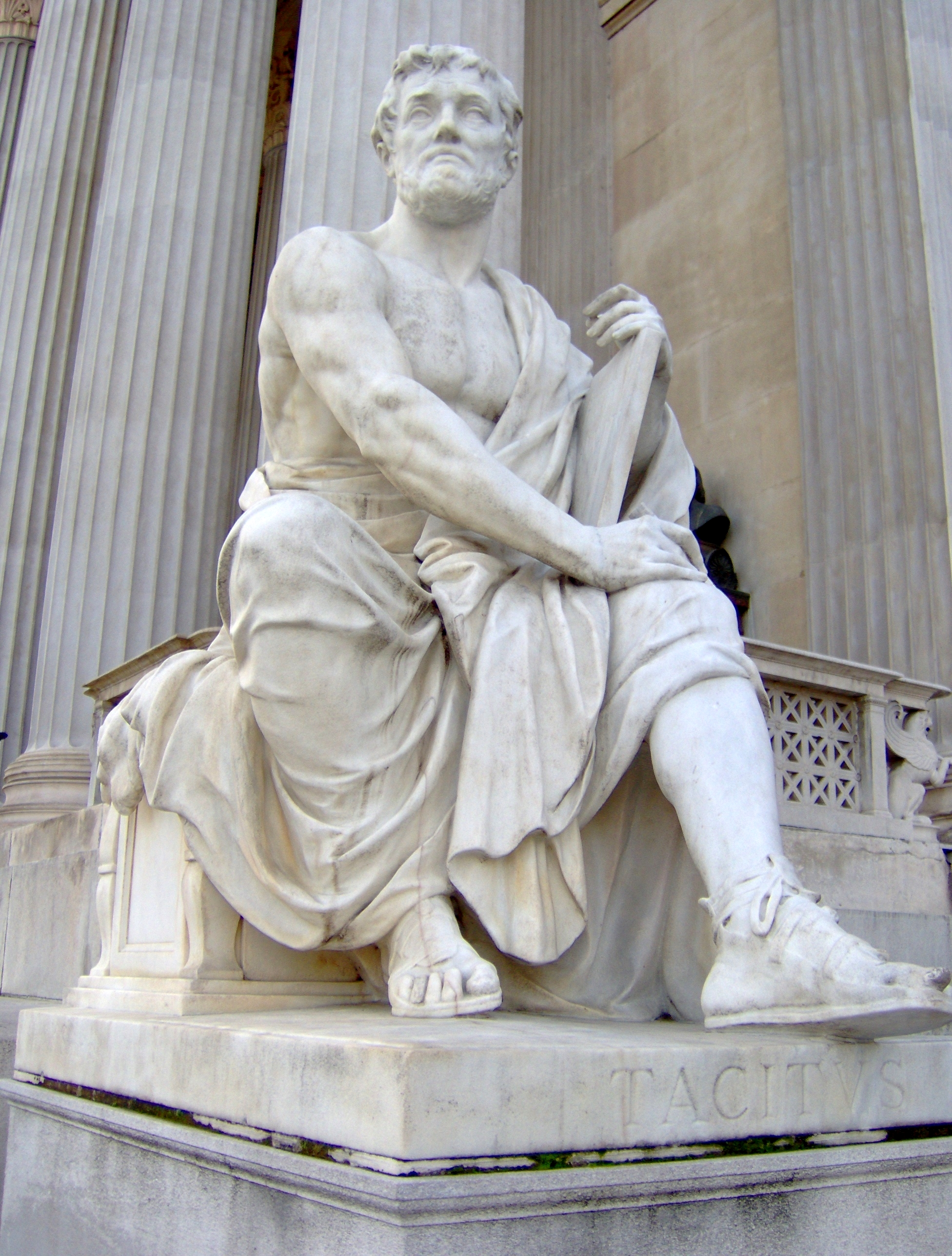
Tacitus, moderne Skulptur vor dem Parlamentsgebäude in Wien

Publius Cornelius Tacitus (* um 58, † um 120) war ein bedeutender römischer Geschichtsschreiber, Politiker und Senator. Tacitus’ ganz oder weitgehend erhaltene Schriften sind Agricola, Germania, Dialogus de oratoribus, Historien und Annalen. Sowohl die Historien als auch die Annalen gehören zu den bekanntesten und wichtigsten historischen Schriften der römischen Geschichte, sind aber nur teilweise erhalten. Die Germania ist eine bedeutende ethnographische Darstellung verschiedener Stämme der Germanen, die aber eine sehr problematische Rezeptionsgeschichte aufweist.

## Name und Familie
Tacitus’ praenomen (Vorname) dürfte, wie aus einer Handschrift ersichtlich, Publius gewesen sein, wenngleich ihn Sidonius Apollinaris (5. Jahrhundert) als Gaius bezeichnete. Das Cognomen Tacitus (wörtlich „der Schweigsame“) findet sich auch beim möglichen Vater des Historikers, einem Prokurator der Provinz Gallia Belgica, den Plinius der Ältere erwähnt. Wenn diese Verbindung korrekt ist, gehörte Tacitus’ Familie dem Ritterstand an, und er stieg als ihr erster Angehöriger (homo novus) in die Nobilität auf. Die Familie stammte wahrscheinlich aus einer der westlichen römischen Provinzen, vielleicht Gallia Cisalpina oder Gallia Narbonensis. Tacitus’ mögliche Grabinschrift überliefert mit CA den Beginn eines weiteren Namensbestandteils; möglicherweise lautete er vollständig Caecina (Paetus?), was auf eine familiäre Verbindung mit der senatorischen Familie der Caecinae hindeuten könnte. Eventuell war Tacitus’ Vater mit einer Caecinia verheiratet.

## Leben

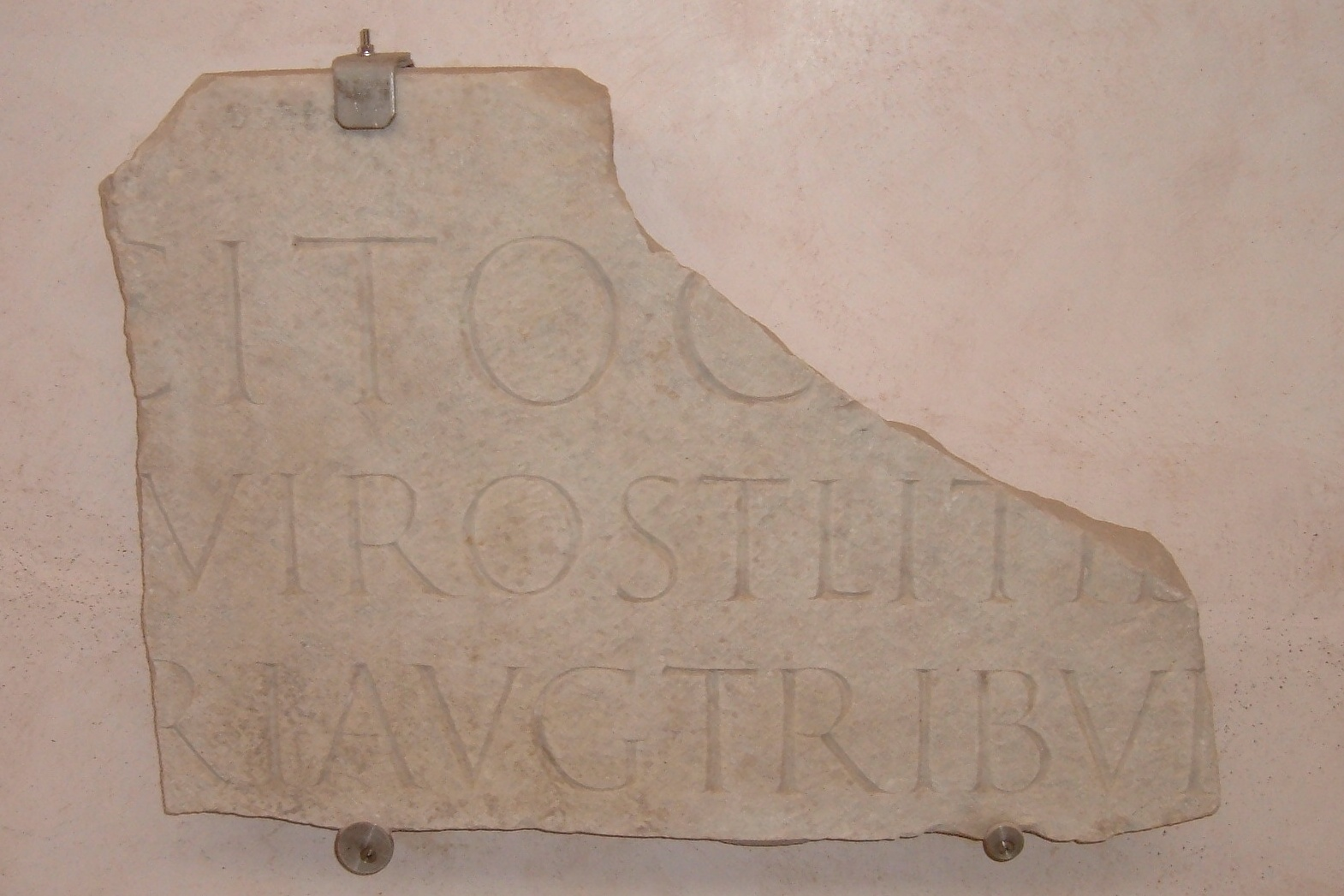
Mutmaßliche Grabinschrift für Tacitus (Fragment), Museo delle Terme di Diocleziano, Rom

Über Tacitus’ Leben existieren nur verstreute Zeugnisse von ihm selbst oder von seinen Zeitgenossen, vor allem vom jüngeren Plinius, in dessen Briefesammlung Tacitus der häufigste Adressat ist. Er dürfte etwa 58 n. Chr. geboren sein und wurde offenbar zielstrebig auf den Eintritt in den Staatsdienst vorbereitet. Als seine Lehrer nennt er selbst Marcus Aper und Iulius Secundus. Er schlug die übliche Laufbahn als Gerichtsredner, also Rechtsanwalt, ein. Schon als junger Mann brachte er es zu Ansehen, wie der etwas jüngere Plinius angibt, der ihm nachzueifern strebte. Etwa im Jahr 76 oder 77 verlobte sich Tacitus mit der Tochter des Konsuls Gnaeus Iulius Agricola und heiratete sie bald darauf. Unter Vespasian begann er die politische Karriere eines römischen Senators (cursus honorum), die er unter den beiden folgenden flavischen Kaisern fortsetzte. In welchen Jahren er dabei die üblichen Ämter bekleidete, ist nicht genau bekannt, lässt sich aber aus dem Vergleich mit besser dokumentierten Karrieren teilweise erschließen. Nach einer neueren Vermutung, die eine fragmentarisch überlieferte Grabinschrift auf Tacitus bezieht, war er Decemvir stlitibus iudicandis, etwa im Jahr 76, und anschließend vermutlich Militärtribun. Die Inschrift nennt als nächstes Amt eine Vertrauensstellung beim Kaiser als quaestor Augusti, die Tacitus vielleicht gegen Ende der Herrschaft des Titus im Jahr 81 bekleidete. Letztes erhaltenes Amt auf der Inschrift ist das Volkstribunat, das in die ersten Jahre der Herrschaft Domitians fallen dürfte. Möglicherweise war Tacitus vorher oder nachher als Legat eines Prokonsuls in einer Provinz.
Von Tacitus selbst ist bezeugt, dass er 88 n. Chr., im Jahr der von Domitian gefeierten Säkularspiele, Prätor war und zu diesem Zeitpunkt schon die religiöse Funktion eines Quindecimvir sacris faciundis innehatte. Anschließend war er (als Statthalter oder Legat einer Legion?) mehrere Jahre lang nicht in Rom und deswegen nicht zugegen, als sein Schwiegervater im Jahr 93 starb. Tacitus kann also, übrigens ebenso wie Agricola, kaum als Gegner Domitians gelten, sondern er machte unter diesem Kaiser, den er später als Tyrannen darstellte, Karriere. Während der Herrschaft Nervas (96–98 n. Chr.) im Jahre 97 wurde Tacitus Suffektkonsul – umstritten ist, ob ihn hierzu bereits Domitian designiert hatte – und hielt in diesem Amt eine Leichenrede auf Lucius Verginius Rufus. Etwa in dieser Zeit, spätestens mit Beginn der Herrschaft Trajans (98–117 n. Chr.), nahm er seine schriftstellerische Tätigkeit auf.
Im Jahr 100 klagte Tacitus zusammen mit Plinius den früheren Statthalter der Provinz Africa, Marius Priscus, in einem Repetundenverfahren an. In den folgenden Jahren bis 104/105 scheint er zeitweilig von Rom abwesend gewesen zu sein, möglicherweise als Statthalter einer konsularischen Provinz. Nach seiner Rückkehr arbeitete er an seinem ersten großen Geschichtswerk, den Historien, erwähnt in mehreren Briefen des Plinius. Tacitus bekleidete, wohl im Amtsjahr 112/113, das Prokonsulat der Provinz Asia, wie eine in Mylasa gefundene Inschrift zeigt. Das Amt des proconsul Asiae war eine der prestigeträchtigste Positionen, die ein Senator bekleiden konnte, was darauf hindeutet, dass Tacitus hoch in der Gunst des Kaisers stand. Er hat vermutlich Trajan überlebt; das genaue Todesjahr ist nicht bekannt.

## Werke

### Allgemeines
Tacitus galt als einer der bedeutendsten Redner seiner Zeit; der Redekunst widmete er unter stilistischer Anlehnung an Marcus Tullius Cicero, den bedeutendsten Redner der goldenen Latinität, den Dialogus de oratoribus. Nach dem Konsulat (97) unter Nerva begann er mit der Arbeit an seinen großen Geschichtswerken, die sich eventuell bis in die Herrschaft des Kaisers Hadrian hinzog. Tacitus schrieb seine Geschichtswerke aus der Perspektive des Senators, der die Zeit der römischen Kaiser von Tiberius bis Domitian danach beurteilt, wie weit sie noch den Idealvorstellungen der römischen Republik entsprach. Im Grunde lehnte er die Monarchie ab und beklagte immer wieder den Verlust der senatorischen Freiheit. Seine scharfen und sprachlich brillanten Analysen haben das moderne Bild vom Römischen Reich im 1. Jahrhundert n. Chr. wesentlich geprägt. Er kritisierte zeitgenössische Zustände als Verfallserscheinungen und versuchte, dies anhand bewusst ausgewählter Episoden der Geschichte zu belegen. Der subtilen Koloration der Charaktere kam die Aufgabe zu, dem Leser ein ganz bestimmtes Bild zu vermitteln. Dabei ist zu beachten, dass Tacitus sich zwar ausdrücklich der Maxime sine ira et studio (lateinisch „ohne Zorn und Eifer“) verschrieben hatte; dies meinte aber keine neutrale oder objektive Berichterstattung. Ähnlich wie sein Vorbild Sallust wollte Tacitus durch die Formel seine Unabhängigkeit von der Tagespolitik betonen: Er beanspruchte, weder aus Rachsucht noch aus Angst oder Gefälligkeit zu schreiben.
Bei der Wiedergabe tatsächlicher Ereignisse hielt er sich in der Regel an die Fakten, wie ein Abgleich mit der 1982 gefundenen Tabula Siarensis, einer Inschriftentafel, deutlich macht. Seine Auswahl des Materials und die Interpretation der Vorgänge ist hingegen selten objektiv. Dies zeigt sich beispielhaft bei der Charakterisierung des Tiberius, dem Tacitus grundsätzlich üble Absichten und Hintergedanken unterstellte. Hier macht sich Tacitus’ Denken in stereotypen Kategorien bemerkbar. Seine Angaben sind besonders dann zu hinterfragen, wenn er die Verantwortung für das Berichtete nicht selbst übernimmt, sondern ausdrücklich Gerüchte oder Erzählungen anderer wiedergibt – dies gilt etwa für seine wenig plausible Darstellung der angeblichen Ermordung des Claudius.

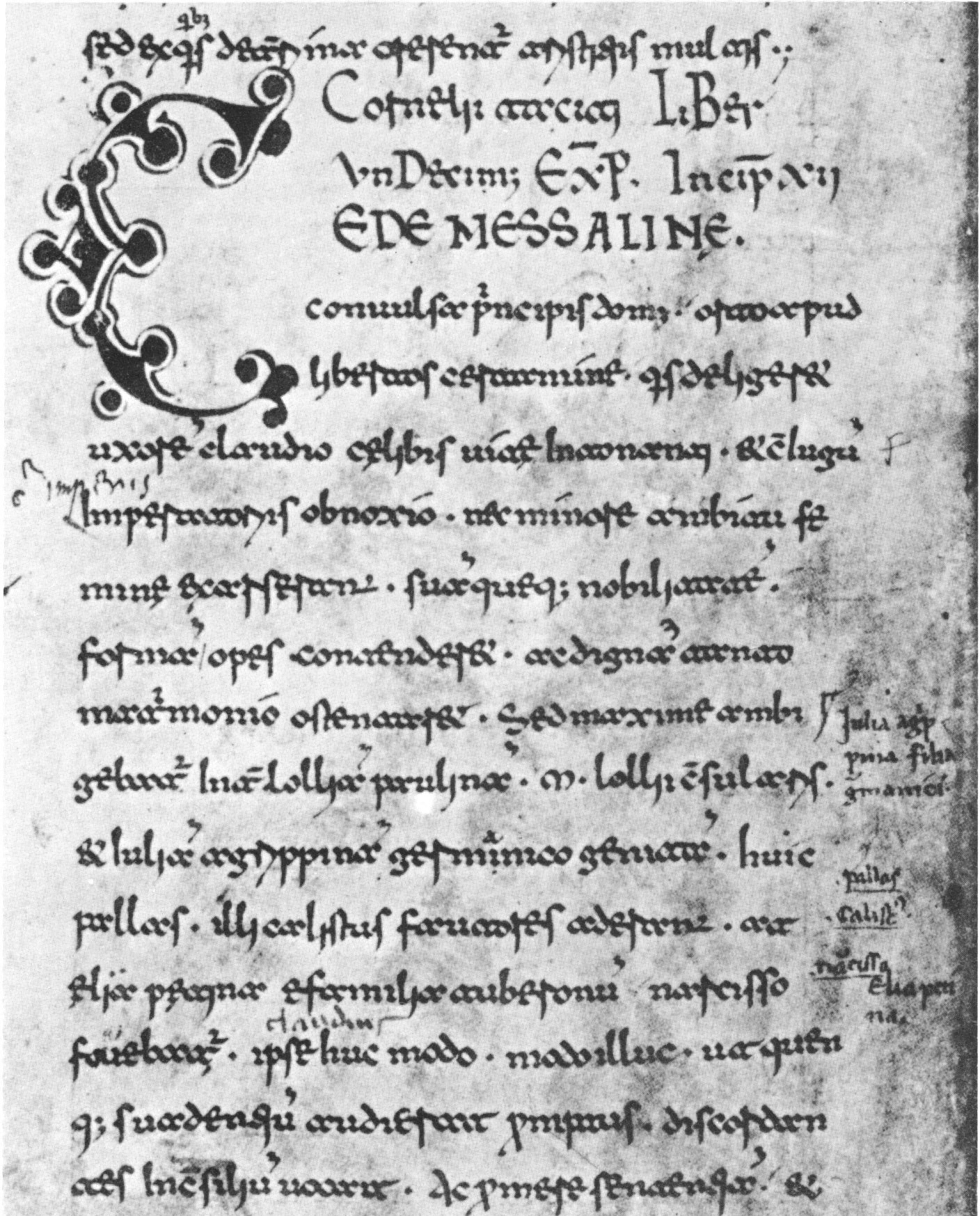
Tacitus, Annalen (Ende des 11. und Anfang des 12. Buches) in der Handschrift Florenz, Biblioteca Medicea Laurenziana, Plut. 68,2, fol. 6v (2. Hälfte des 11. Jahrhunderts)

Als Quellen dienten dem Geschichtsschreiber Tacitus neben mündlichen Berichten und Senatsakten auch mehrere Geschichtswerke, die nicht erhalten sind. Er benutzte unter anderem die Germanenkriege und die Historien des älteren Plinius. Des Weiteren wurden wohl die Werke des Aufidius Bassus, des Servilius Nonianus, des Fabius Rusticus und des Cluvius Rufus in Anspruch genommen. Die Tatsache, dass diese Werke verloren sind, erschwert es erheblich, die Originalität und Bedeutung des Tacitus im Vergleich zu seinen Vorgängern zu beurteilen. In der neueren Forschung wird davon ausgegangen, dass Tacitus jeweils mehrere Quellen benutzt hat.
Die Werke in vermuteter Entstehungsfolge:
- Agricola (De vita et moribus Iulii Agricolae) – Biographie des Feldherrn Gnaeus Iulius Agricola, seines Schwiegervaters, mit einer geographischen Beschreibung Britanniens.
- Germania (De origine et situ Germanorum liber) – Geographie und Kultur der Germanen, teilweise seinen Landsleuten als Gegenbild zu einer korrupten und dekadenten Gesellschaft vor Augen gehalten.
- Dialogus de oratoribus – über den Verfall der Beredsamkeit.
- Historien (Historiae) – Geschichte des römischen Reiches von Galba (69) bis Domitian (96) (nur teilweise erhalten).
- Annalen (Annales bzw. ab excessu divi Augusti) – Geschichte des römischen Reiches vom Tod des Augustus (14) bis Nero (68) (etwa zur Hälfte erhalten)

### Charakter der taciteischen Historiographie
Tacitus war ein scharfer Kritiker der von Augustus begründeten staatlichen Ordnung des Prinzipats. Als Anhänger der alten Republik (und der damit assoziierten Freiheit aus der Perspektive der senatorisch-republikanischen Oberschicht) kritisierte er die Alleinherrschaft, die er als ursächlich für den Verfall von Gerechtigkeit und virtus ansah. Zugleich war er Realist genug, um die faktische Unvermeidbarkeit der Monarchie anzuerkennen. Geprägt vom Erlebnis der (in dieser Weise wohl zu Unrecht) als Tyrannei dargestellten Herrschaft Domitians (81–96) schildert er die Ereignisse um die julisch-claudischen Kaiser von Tiberius bis Nero (Annales) sowie der Flavier Vespasian, Titus und eben jenes Domitian (Historiae), wobei sich sein Geschichtsbild allmählich verdunkelt: Die vorgebliche Absicht, Zeugnis vom gegenwärtigen Glück (testimonium praesentium bonorum) abzulegen, tritt in den Hintergrund und weicht dem Bestreben, die Erinnerung an frühere Knechtschaft (memoria prioris servitutis) wachzuhalten. In dem Bewusstsein, dass die Zeiten knapp bemessen seien, in welchen man frei seine Meinung äußern könne, geriet ebendies zu seinem Hauptaugenmerk: den Taten der historischen Personen Würdigung oder Schmach zuteilwerden zu lassen, wobei Tacitus in stereotype Denkmuster verfiel. Tiberius etwa ist bei ihm ein durch und durch böser Mensch, wobei Tacitus die Person des Germanicus als Antipode zu Tiberius glorifizierend darstellt. Zur angeblich geplanten Schilderung der ihm positiver erscheinenden Zeit unter Augustus, Nerva und Trajan kam es nicht mehr (nach Ansicht mancher Althistoriker schrieb Tacitus hingegen deshalb nicht über seine eigene Zeit, weil ihm dies zu riskant erschien). Wohl sah Tacitus auch ein, dass es unmöglich war, zu den idealisierten Zuständen der res publica libera zurückzukehren bzw. dass er beim Verfassen einer „Zeitgeschichte“ auf Trajan hätte Rücksicht nehmen müssen.
Tacitus’ Geschichtsschreibung ist demnach nicht wie beispielsweise die eines Titus Livius didaktisch-moralisch, sondern deskriptiv-moralisch und zutiefst pessimistisch. Er glaubt nicht an eine Besserung der Situation, da die Heilmittel gegen die Laster der Zeit zu langsam gewirkt hätten, zumal die meisten Träger der Tugend (virtus) Tyrannen zum Opfer gefallen seien und der Rest der Bürgerschaft (civitas) in Lethargie versunken sei.

### Tacitus und der Aufstand des Arminius
Tacitus beschrieb in seinen Annalen eingehend den Krieg gegen die Germanen. Von den zeitgenössischen Autoren unterschied er sich gerade durch seine bittere Kritik am Ausgang des Krieges.
Hinsichtlich der verwendeten Quellen in Bezug auf die Germanicusfeldzüge sind keine sicheren Angaben möglich. In Frage kommen diverse heute verlorene Werke, wie die des Aufidius Bassus oder des älteren Plinius; wenigstens letzteren erwähnt Tacitus auch. Für die Germanicusfeldzüge erlaubt die Darstellung des Tacitus nur bedingt eine sachliche Rekonstruktion der Ereignisse; vor allem die hinter den einzelnen Feldzügen stehenden Ziele und Absichten bleiben unklar.
Der zentrale kompositorische Aspekt der ersten beiden Annalenbücher des Tacitus ist der scharfe Gegensatz zwischen dem Helden Germanicus und dem Tyrannen Tiberius (Parallele zu Tacitus’ Schwiegervater Agricola und Domitian). Der Marserfeldzug nach der Niederschlagung der Meuterei der Rheinlegionen (Herbst 14 n. Chr.) wird zum eigentlichen Neubeginn sieg- und ruhmreicher römischer Offensiven gegen das rechtsrheinische Germanien. Auch erzeugt Tacitus die Vorstellung, dass Rom bereits unter Augustus das einzig ehrenvolle Ziel definitiv aufgegeben hatte, expansiv die römische Herrschaft über Germanien (bis an die Elbe) wiederherzustellen. Für Tacitus – und nur für ihn – begann „der“ germanische Krieg im Herbst 14 und endete im Herbst 16. Aus der Natur der Sache ergab sich seine Auffassung dort keineswegs. Die moderne Geschichtsschreibung ist ihm dennoch zum Teil darin gefolgt.
Ein ebenfalls bedeutendes Werk ist seine Germania. Diese Schrift wurde vermutlich im Jahre 98 unter dem Titel De origine et situ Germanorum herausgegeben. Dieses Buch gehört zu seinen sogenannten kleinen Schriften. Das Werk gibt einen Einblick in das Leben der Völkerstämme („Germanen“) nördlich der Alpen, wie sie im ersten Jahrhundert nach Christus existierten. In seiner Germania werden nicht nur kriegerische Eigenheiten der Germanen beschrieben, sondern auch die Lebensweise dieser Völker bis hinein in familiäre Strukturen. Auch nimmt Tacitus eine Stammanalyse der Germanen vor, wie sie vor der Völkerwanderung vorhanden waren.

### Tacitus über das frühe Christentum

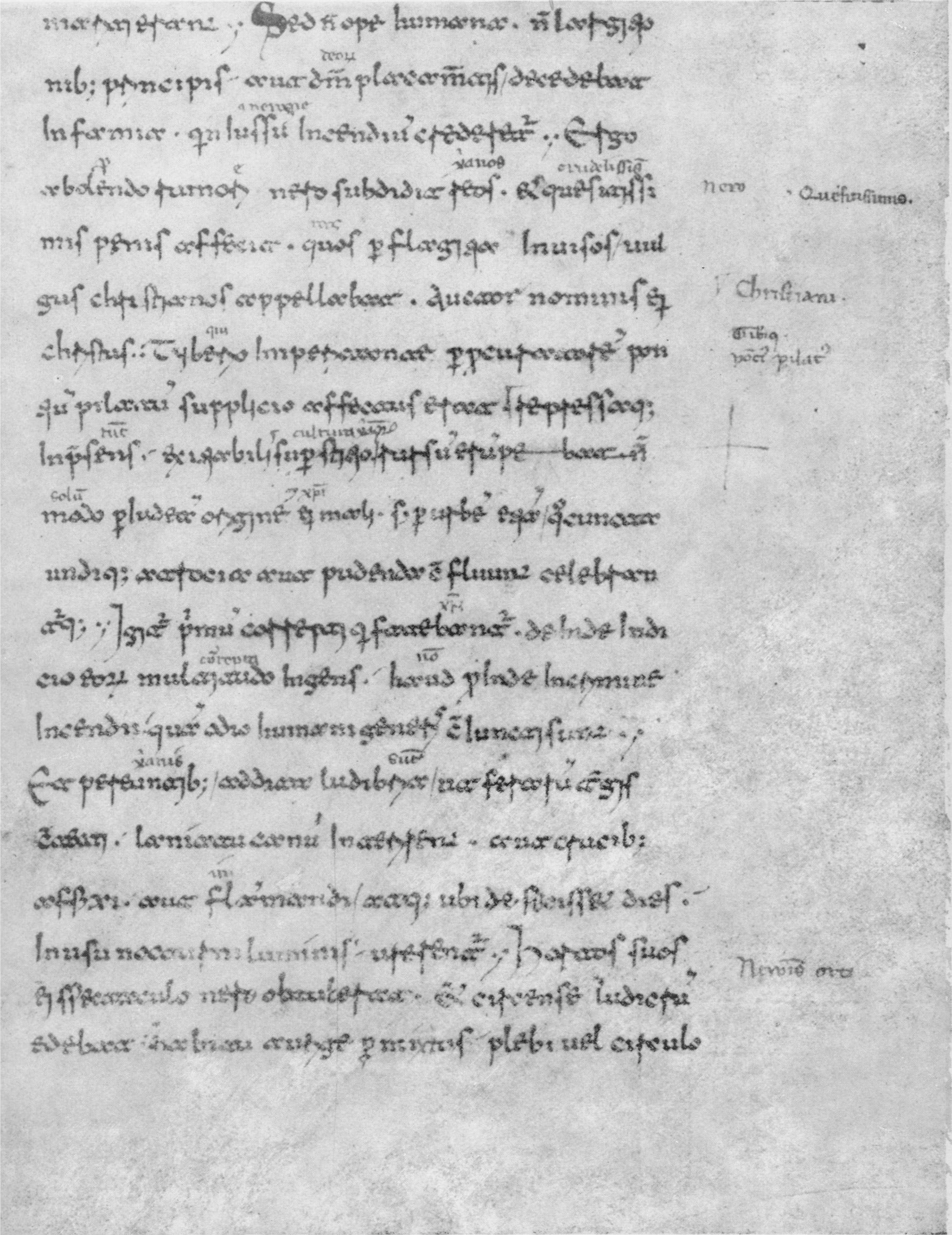
Tacitus, Annales 15,44 (Ausführungen über die Christenverfolgung Neros) in der Handschrift Florenz, Biblioteca Medicea Laurenziana, Plut. 68,2, fol. 38r (2. Hälfte des 11. Jahrhunderts)

Tacitus überlieferte auch ein außerbiblisches Zeugnis über das frühe Christentum. Im 15. Buch seiner Annalen schreibt Tacitus über den Brand Roms im Jahre 64 n. Chr. und über den Versuch Neros, die Schuld dafür den Christen zu geben. Über ihren Namen berichtet Tacitus: „Dieser Name stammt von Christus, der unter Tiberius vom Prokurator Pontius Pilatus hingerichtet worden war“. In den ältesten Handschriften steht statt Christus und Christiani Chrestus und Chrestiani, was in der älteren Forschung teils für Verwirrung gesorgt hat. Nicht zutreffend ist die Bezeichnung Procurator, da Pilatus eigentlich praefectus iudaeae war und Tacitus ansonsten diese beiden Amtsbezeichnungen sehr wohl unterscheidet. Ein direkter Zusammenhang zwischen dem Brand und den Verfolgungen findet sich bis zum 5. nachchristlichen Jahrhundert weder bei christlichen noch nichtchristlichen Autoren. Aufgrund solcher Beobachtungen überlegen manche Historiker, ob dieser Abschnitt eine nachträgliche Einfügung, eine Interpolation, sein könnte.

### Judenexkurs
Tacitus gibt im 5. Buch der Historiae als Exkurs zur Darstellung des jüdischen Kriegs einen Abriss über das antike Judentum. Seiner Meinung nach folgen die Juden keinem Glauben, sondern einem abstoßenden „Aberglauben“ (superstitio), sie seien ein „abscheulicher Volksstamm“ (taeterrima gens) und hätten für alle anderen Menschen nur „feindseligen Hass“ (hostile odium) übrig. Sein Urteil war vernichtend: Die gesamte jüdische Lebensart sei „absurd und verächtlich“ (absurdus sordidusque).
Tacitus charakterisierte die jüdische Religionsausübung als konträr zu der der nichtjüdischen Gläubigen:
„Damit er sich des Volkes für die Zukunft versichere, gab Moyses ihnen neue Kultbräuche, die im Gegensatz stehen zu denen aller übrigen Menschen. Unheilig ist dort alles, was bei uns heilig, andererseits ist erlaubt bei ihnen, was für uns als Schande gilt.“

## Nachleben

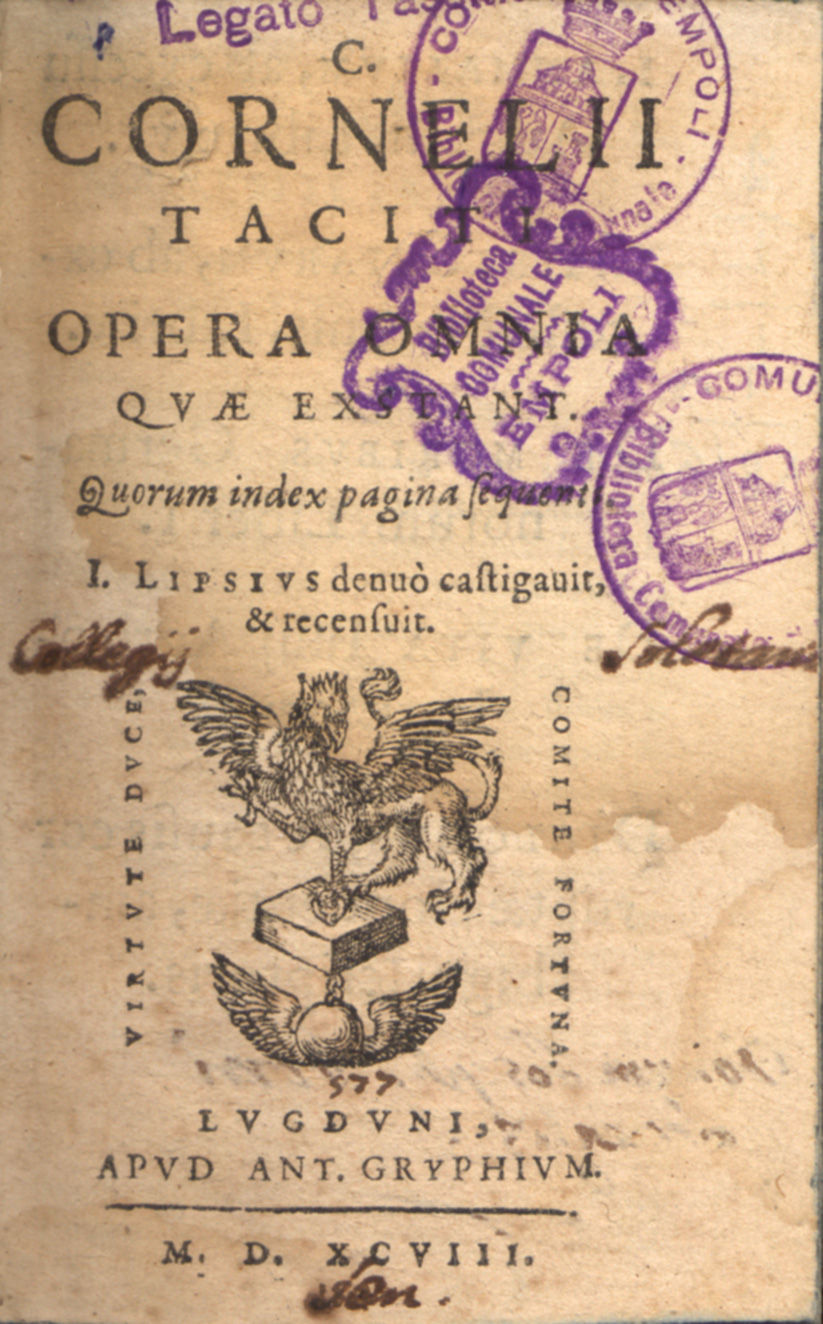
Die Titelseite von Justus Lipsius’ Edition von Tacitus’ kompletten Werken (1598), mit Stempeln der Biblioteca Comunale in Empoli, Italien

In der Antike fand Tacitus relativ wenig Beachtung, obwohl er, wie Plinius belegt, bei seinen Zeitgenossen als Schriftsteller großen Ruhm genoss. Durch den großen Erfolg Suetons erlosch die traditionelle Form der Geschichtsschreibung im lateinischen Westen (besonders in ihrer spezifischen senatorischen Form, für die Tacitus stand) bis in die Spätantike; zumindest kennen wir keine entsprechenden Werke. Dort dominierte, anders als im griechischen Osten, fortan das Genre der Kaiserbiographien (siehe auch Marius Maximus). Zudem galten Tacitus’ Sprache und Stil vielen vermutlich als zu anspruchsvoll. Ammianus Marcellinus schloss mit seinem umfassenden Geschichtswerk im späten 4. Jahrhundert bewusst an Tacitus an; nicht wenige Historiker, darunter Syme, sehen Ammianus sogar als (literarischen) „Erben des Tacitus“ an. Sidonius Apollinaris (5. Jahrhundert) hat Tacitus offenbar gelesen, und der Kirchenvater Hieronymus fasste die Annalen und die Historien als eine 30 Bücher umfassende Kaisergeschichte auf.
Im Mittelalter gerieten die Schriften des Tacitus fast völlig in Vergessenheit. Immerhin gibt es jedoch eine umfangreiche Benutzung der Germania in der Einleitung zur Translatio s. Alexandri des Rudolf von Fulda, der für eine Beschreibung der Sachsen des 9. Jahrhunderts die Germanencharakteristik des Tacitus nahezu wörtlich verwendet. In der Zeit des Humanismus (15./16. Jahrhundert) wurden die Schriften des Tacitus (vor allem die Germania, aber auch die Kapitel über Arminius in den Annalen) nach ihrer Wiederauffindung und Publizierung in Erstdrucken dann zu einer wichtigen Grundlage eines entstehenden Nationalbewusstseins. Deutsche Humanisten nahmen die positive Charakteristik der Germanen durch Tacitus begeistert auf und zogen sie recht unkritisch und in wörtlicher Übernahme zur Darstellung „des“ deutschen Nationalcharakters heran. Auch die Gestalt des Arminius entwickelte sich zum deutschen Nationalhelden und zum Vorkämpfer deutscher Freiheit gegen Rom (vgl. vor allem den Arminius des Ulrich von Hutten). In der Zeit der Französischen Revolution wurde er als Vorkämpfer gegen die Unterdrückung gefeiert, später wurde er jedoch teils sehr kritisch betrachtet (Theodor Mommsen).
Der Mondkrater Tacitus wurde 1935 und später der Asteroid des Hauptgürtels (3097) Tacitus nach ihm benannt.

## Moderne Bewertung
Es muss bei der Betrachtung der Geschichtswerke des Tacitus – die stilistisch beeindruckend sind und die annalistisch-historiographische Tradition Roms auf ihren Höhepunkt führten – kritisch verfahren werden. So baute Tacitus oft Gerüchte und Hofklatsch ein, was wohl auf das Quellenmaterial zurückzuführen ist, das er zur Fertigstellung seiner Werke gesichtet hatte. Geschickt bringt er dem Leser eine bestimmte Interpretation der geschilderten Vorgänge nahe, ohne selbst Farbe zu bekennen. Auch sein Denken in Schwarz-Weiß-Kategorien sollte zur Vorsicht mahnen. Manche Ereignisse lässt er wegfallen, andere interpretiert er so, dass sie seine Thesen zu untermauern scheinen. Gerne werden den Akteuren heimliche Motive unterstellt, von denen Tacitus, objektiv betrachtet, gar keine Kenntnis besessen haben kann. Von seinem verlockend klingenden Grundsatz, sine ira et studio („ohne Zorn und Eifer“) zu schreiben, kann daher bei seinem eigenen Werk nur bedingt die Rede sein. Gemeint ist an der fraglichen Stelle nicht Objektivität, sondern Tacitus behauptet lediglich, in seinem Urteil unabhängig zu sein. Gerade in solchen Fällen, in denen eine Parallelüberlieferung existiert, die eine Überprüfung seiner Angaben ermöglicht, zeigt sich, dass der Historiker das ihm vorliegende Material mitunter manipuliert hat. Eindrucksvolles Beispiel ist die Affäre rund um Gnaeus Calpurnius Piso; da der Senatsbeschluss in Sachen Piso heute als Inschrift vorliegt, kann man einen Vergleich mit der taciteischen Version durchführen. Dies alles mindert jedoch kaum den Quellenwert seiner Darstellung, sofern man sie mit entsprechender Vorsicht nutzt, und ganz und gar nicht die literarische Qualität seiner Werke. Es bleibt auch unbestritten, dass Tacitus einer der bedeutendsten römischen Historiker der frühen Kaiserzeit war.